# Taures
Els taures (en grec antic Ταῦροι) eren un poble assentat a la banda sud de la península de Crimea, que vivia a les muntanyes de Crimea i a l'estreta franja de terra entre les muntanyes i la mar Negra. Van donar nom a la Tàurica.
Es creu que eren una branca dels cimmeris que els escites van expulsar dels seus territoris cap al segle vii aC. Heròdot diu que aquest poble vivia exclusivament de la guerra i del saqueig, i es dedicaven a la pirateria, cosa que també diuen Estrabó i Pomponi Mela. Segons Heròdot tenien un govern monàrquic, i eren famosos perquè adoraven una deessa verge que segons Ammià Marcel·lí s'anomenava Oreiloque a qui dedicaven sacrificis humans, sobretot dels nàufrags que arribaven a les seves costes o els grecs que feien presoners. Ammià diu que els clavaven el cap en unes estaques, i Heròdot que llençaven els seus cossos des de la roca on s'alçava el temple. Els grecs la consideraven idèntica a Àrtemis, i l'anomenaven Tauropolos. Els taures tenien la tradició que aquesta deessa era la mateixa Ifigenia, filla del rei Agamèmnon.
També tenien el costum de tallar els caps als presoners de guerra i penjar-los damunt de les seves llars de foc perquè protegissin les seves cases. Quan el rei moria, tots els seus amics propers eren enterrats amb ell, i si es moria un amic del rei aquest es tallava un tros d'orella o l'orella sencera, segons la seva dignitat.